# Kallupatti
Kallupatti är en ort i Indien.   Den ligger i distriktet Madurai och delstaten Tamil Nadu, i den södra delen av landet, 2 100 km söder om huvudstaden New Delhi. Kallupatti ligger 138 meter över havet och antalet invånare är 9 725.
Terrängen runt Kallupatti är platt. Runt Kallupatti är det tätbefolkat, med 427 invånare per kvadratkilometer. Närmaste större samhälle är Virudhunagar, 17,7 km sydost om Kallupatti. Omgivningarna runt Kallupatti är en mosaik av jordbruksmark och naturlig växtlighet.